# Mount Arach
Mount Arach ist ein 1033 m hoher Berg auf der Alexander-I.-Insel westlich der Antarktischen Halbinsel. Er ragt am südlichen Ende der Finlandia Foothills auf.
Das UK Antarctic Place-Names Committee benannte ihn 2018. Namensgebend ist die gälische Bezeichnung für einen Drachen.